# Into You
«Into You» — сингл поп-панк гурту Zebrahead, виданий 2003 року. До пісні був відзнятий відеокліп.

## Відеокліп
Відео до пісні «Into You» було представлене 2004 року. Це була аматорська зйомка гурту під час одного з концертів, що перехрещується з кадрами фото гурту з фанатами та студійного запису синглу.